# Касиопи

Касиопи (грч. Κασσιόπη) је место и одмаралиште на североистоку острва Крф, у Грчкој.
Седиште је истоимене општине.

## Туризам
Место је нарочито популарно међу енглеским туристима, поготову тинејџерима.
Осим великог броја туристичких продавница и угоститељских објеката, место поседује и банке, докторску ординацију, апотеке, Интернет кафиће, супермаркете, школу, цркву, туристичке агенције и полицијску станицу.
У граду се налазе и остаци средњовековне тврђаве, која је у процесу реновирања.
У средишту Касиопија су велики трг и градска лука, а неколико стеновитих плажа се налази на 300-400 m од центра места.
Вода је свуда савршено чиста и са невероватно плавом бојом.
Из Касиопија се пружа поглед на албанску обалу, која је свега пар километара удаљена.
Цело место, као и иначе цело острво, је покривено зеленилом.
Многобројне маслине и лимунови су на сваком кораку.

## Локација
Налази се на око 35 km северно од града Крфа.
Главни пут пролази обронцима града.
Пут се из Касипоија наставља даље за места на северу Крфа: Ахарави, Роду и Сидари.

## Галерија
- Касиопи - део града
- Касиопи - град
- Касиопи - залив
- Касиопи - поглед са мора
- Касиопи - споменик у центру града
- Касиопи - стари топ
- Касиопи - звоник
- Касиопи - стара тврђава